# Græskar-familien
Græskar-familien (Cucurbitaceae) er en stor familie med flere hundrede slægter. Den er især udbredt i troperne og subtroperne.
| Beskrevne slægter |

- Galdebær (Bryonia)
- Vandmelon-slægten (Citrullus)
- Agurk (Cucumis)
- Græskar (Cucurbita)
- Flaskegræskar (Lagenaria)

| Andre slægter |

| - Abobra - Acanthosicyos - Actinostemma - Alsomitra - Ampelosicyos - Anacaona - Apatzingania - Apodanthera - Bambekea - Benincasa - Biswarea - Bolbostemma - Brandegea - Calycophysum - Cayaponia - Cephalopentandra - Ceratosanthes - Chalema - Cionosicyos - Coccinia - Cogniauxia - Corallocarpus - Cremastopus - Ctenolepis - Cucumella | - Cucumeropsis - Cucurbitella - Cyclanthera - Cyclantheropsis - Dactyliandra - Dendrosicyos - Dicoelospermum - Dieterlea - Diplocyclos - Doyerea - Ecballium - Echinocystis - Echinopepon - Edgaria - Elateriopsis - Eureiandra - Fevillea - Gerrardanthus - Gomphogyne - Gurania - Guraniopsis - Gymnopetalum - Gynostemma - Halosicyos - Hanburia | - Helmontia - Hemsleya - Herpetospermum - Hodgsonia - Ibervillea - Indofevillea - Kedrostis - Lemurosicyos - Luffa - Marah - Melancium - Melothria - Melothrianthus - Microsechium - Momordica - Muellerargia - Mukia - Myrmecosicyos - Neoalsomitra - Nothoalsomitra - Odosicyos - Oreosyce - Parasicyos - Penelopeia - Peponium | - Peponopsis - Polyclathra - Posadaea - Praecitrullus - Pseudocyclanthera - Pseudosicydium - Psiguria - Pteropepon - Pterosicyos - Raphidiocystis - Ruthalicia - Rytidostylis - Schizocarpum - Schizopepon - Sechiopsis - Sechium - Selysia - Seyrigia - Sicana - Sicydium - Sicyos - Sicyosperma - Siolmatra - Siraitia - Solena | - Tecunumania - Telfairia - Thladiantha - Trichosanthes - Tricyclandra - Trochomeria - Trochomeriopsis - Tumamoca - Vaseyanthus - Wilbrandia - Xerosicyos - Zanonia - Zehneria - Zombitsia - Zygosicyos |

- Anat Avital and Harry S. Paris, 2014, 'Cucurbits depicted in Byzantine mosaics from Israel, 350–600 CE', Annals of Botany 114: pp. 203-22. Arkiveret 22. december 2015 hos  Wayback Machine